# Cassidula philippinarum
Cassidula philippinarum is een slakkensoort uit de familie van de Ellobiidae. De wetenschappelijke naam van de soort is voor het eerst geldig gepubliceerd in 1888 door Hidalgo.